# Filago desertorum
Filago desertorum là một loài thực vật có hoa trong họ Cúc. Loài này được Pomel mô tả khoa học đầu tiên năm 1874.